# Giovanni Manca
Giovanni Manca (Roma, 1º gennaio 1919 – Roma, 11 giugno 1982) è stato un pugile e attore italiano, campione italiano della categoria pesi medi (1947-1949) e sfidante al titolo europeo.

## Biografia

### Attività pugilistica
Iniziò la carriera professionistica nel 1939 in Etiopia dove combatté i primi 19 match con 15 vittorie e due pari. L'8 giugno 1940 conquistò il titolo dei pesi medi dell'Africa Orientale, battendo ai punti in 12 round Michele Marini ad Addis Abeba. Lo difese nel febbraio 1941, contro Marcello Malatesta, vincendo ancora ai punti. 
Arruolato nell'esercito italiano fu preso prigioniero dagli inglesi a seguito della perdita dell'Africa Orientale Italiana e fu condotto nel Campo di internamento di Zonderwater, in Sudafrica. A Zonderwater, nel 1943, combatté due volte, battendo ai punti, in entrambi i casi, l'ex campione italiano dei pesi welter Gino Verdinelli. Combatté altri sei match senza decisione in Sudafrica, tra Johannesburg e Pretoria, contro pugili locali. 
Rientrato in patria nel 1946 riprese a combattere professionalmente soprattutto a Roma ma anche a Napoli e ad Ancona. Costrinse al pari il ventenne Tiberio Mitri e, a Marsiglia, il francese Laurent Dauthuille, che sarà sconfitto in maniera rocambolesca da Jake LaMotta per il mondiale dei medi. 
Il 31 luglio 1947, a Cagliari conquistò il titolo italiano battendo Wildmer Milandri ai punti in 12 riprese. Dopo altri due incontri all'estero gli fu offerta la possibilità di tentare la conquista della corona europea. L'incontro si svolse 26 gennaio 1948 a Parigi dove venne sconfitto per KO alla seconda ripresa da quel grande campione che fu il francese Marcel Cerdan.
Il 9 agosto successivo, a Roma, perse anche il titolo italiano contro Tiberio Mitri ai punti in 12 riprese. Si rifece parzialmente battendo i francesi Georges Chappe e Young Raymond.
Riconquistò il titolo italiano, lasciato vacante dal neo campione europeo Tiberio Mitri, battendo William Poli ai punti in 12 riprese a Roma, il 16 giugno 1949. Si trasferì poi per alcuni mesi negli Stati Uniti dove sconfisse Gil Williams e Joe Arthur, contro il quale ottenne anche un pareggio, mentre fu sconfitto da Joe Sgro e Alvin Williams. Rientrato in Italia perse il titolo nazionale il 18 giugno 1950, ai punti contro il concittadino Fernando Jannilli. Stesso esito ebbe il match di rivincita il 10 agosto 1950, sempre a Roma.
Alla fine del 1950 disputò tre vittoriosi match ad Alessandria d'Egitto. Tra il 1951 e il 1953 combatté altre 11 volte, in Italia e all'estero, con due pari (Livio Minelli e Wildmer Milandri) e nove sconfitte (Ivano Fontana, Gino Campagna, Hans Schmitz, Peter Müller, Hans Stretz, Franz Szuzina, André de Kersgieter). Il penultimo incontro lo combatté a Lilla, perdendo dal futuro campione d'Europa Charles Humez per Knock-out tecnico all'ottavo round.
Si è ritirato alla fine del 1953. Dopo il ritiro fu assunto come autista nella sede RAI di Roma.

### Attività cinematografica
Nel 1952, Giovanni Manca recita la parte del pugile nel film Serenata amara di Pino Mercanti, insieme a Claudio Villa, Umberto Spadaro, Ave Ninchi e il collega Alvaro Nuvoloni. 
Tre anni dopo ha partecipato al film Il nostro campione, con protagonista Tiberio Mitri.